# 苏瓦耶
苏瓦耶（法語：Soyers，法語發音：[swaje]）是法国上马恩省的一个市镇，属于朗格勒区。

## 地理
苏瓦耶（47°52'9"N, 5°41'38"E）面积6.05 平方千米，位于法国大東部大區上马恩省，该省份为法国东北部内陆省份，北起马恩省和默兹省，西接奥布省，西南接科多尔省，东南接上索恩省，东临孚日省。
与苏瓦耶接壤的市镇（或旧市镇、城区）包括：昂罗塞、谢佐、吉永韦勒、瓦塞。

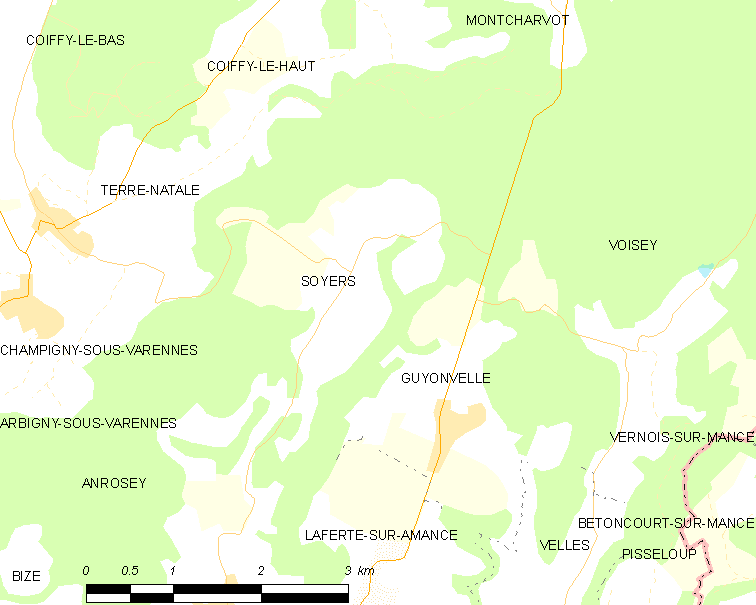
苏瓦耶的OSM定位图

苏瓦耶的时区为UTC+01:00、UTC+02:00（夏令时）。

## 行政
苏瓦耶的邮政编码为52400，INSEE市镇编码为52483。

## 政治
苏瓦耶所属的省级选区为沙兰德雷县。

## 人口

1962-2008年间苏瓦耶人口变化图示

苏瓦耶于2022年1月1日时的人口数量为68人。